# 팡원산
팡원산(중국어: 方文山, 병음: Fāng Wénshān, 한자음: 방문산, 1969년 1월 26일 ~ )은 대만의 작사가, 작가, 감독, 각본, 사업가, 음반 회사 파트너이자 출판사 사장이다.